# Cinza de madeira

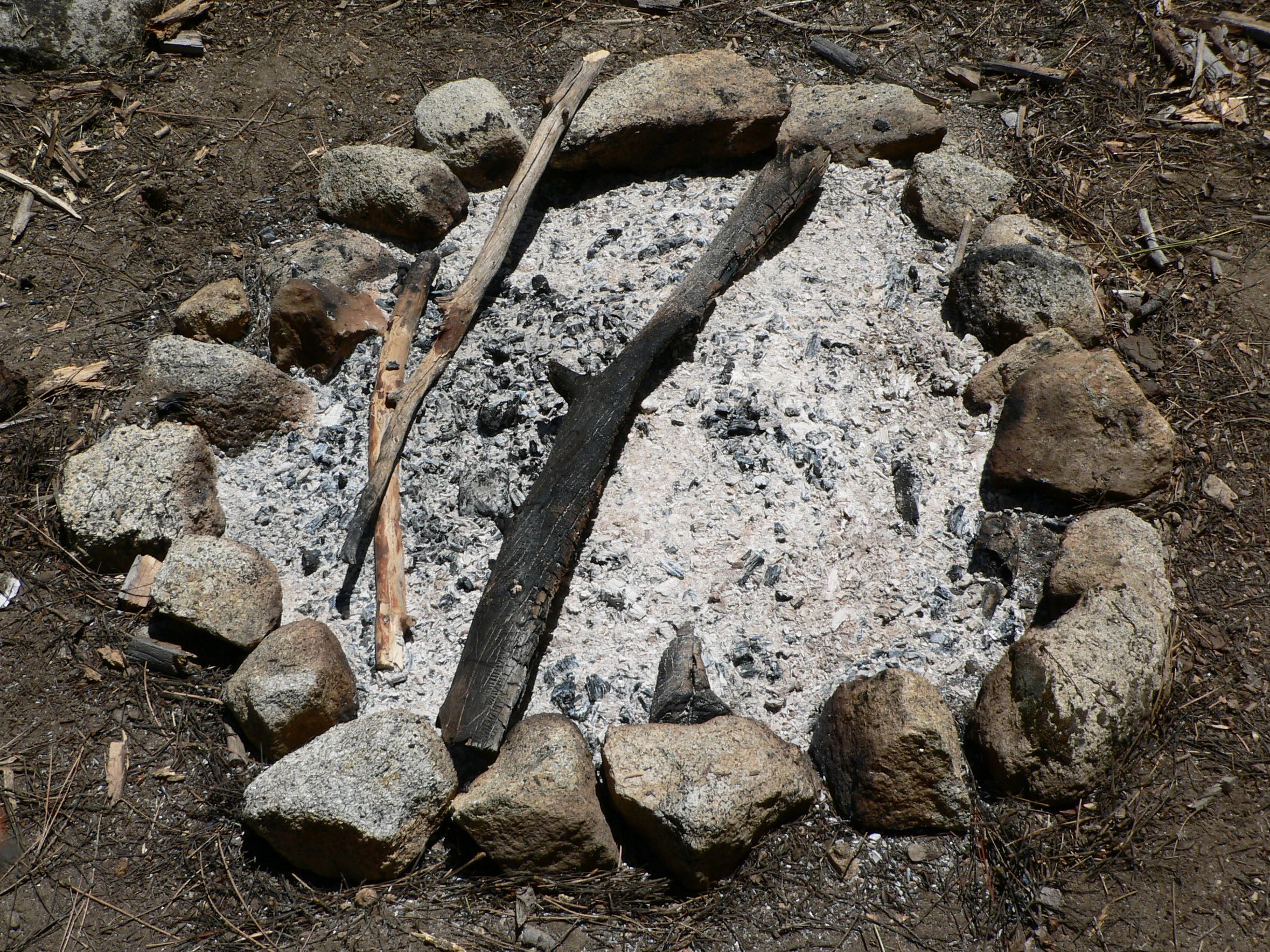
Cinza de madeira de uma fogueira.

A cinza de madeira é o resíduo pulverulento que permanece após a combustão da madeira, como a queima de madeira em uma lareira, fogueira ou central industrial. É na maioria constituída por compostos de cálcio juntamente com outros elementos vestigiais não combustíveis presentes na madeira. Tem sido usada para muitos propósitos ao longo da história.

## Composição

### Variabilidade na avaliação
Um conjunto abrangente de análises da composição de cinzas de madeira de muitas espécies de árvores foi realizado por Emil Wolff, entre outros. Vários fatores têm um impacto importante na composição:
1. Cinzas finas: alguns estudos incluem os sólidos que escapam pela chaminé durante a combustão, enquanto outros não.
2. Temperatura de combustão: o rendimento do teor de cinzas diminui com o aumento da temperatura de combustão, produzindo dois efeitos diretos:[3][4]
  - Dissociação: A conversão de carbonatos, sulfetos, etc., em óxidos não resulta em carbono, enxofre, carbonatos ou sulfetos. Alguns óxidos metálicos (por exemplo, óxido de mercúrio) até mesmo dissociam-se ao seu estado elementar e/ou vaporizam completamente em temperaturas de fogo de madeira em 600 °C (1 112 °F).
  - Volatilização: Em estudos nos quais as cinzas escapadas não são medidas, alguns produtos de combustão podem não estar presentes. O arsênio, por exemplo, não é volátil, mas o trióxido de arsênio estará em ebulição a 465 °C (869 °F).
3. Processo experimental: se as cinzas forem expostas ao ambiente entre a combustão e a análise, os óxidos podem converter-se novamente em carbonatos ao reagir com o dióxido de carbono no ar. Enquanto isso, substâncias higroscópicas podem absorver umidade atmosférica.
4. O tipo, a idade e o ambiente de crescimento do estoque de madeira afetam a composição da madeira (por exemplo, madeira dura e madeira macia) e, portanto, das cinzas. As madeiras nobres geralmente produzem mais cinzas do que as madeiras macias[3] com casca e folhas produzindo mais do que as partes internas do tronco.[3]

### Medições
De acordo com uma investigação, em média, a queima de madeira resulta em cerca de 6 a 10% de cinzas. As cinzas residuais de 0,43 e 1,82 por cento da massa original da madeira queimada (assumindo uma base seca, o que significa que o H2O é eliminado) são produzidas para certas madeiras se forem pirolisadas até que todos os voláteis desapareçam e forem queimadas a 350 °C (662 °F) por 8 horas. Além disso, as condições de combustão afetam a composição e a quantidade de cinzas residuais, portanto, temperaturas mais altas reduzirão o rendimento de cinzas.

### Análise elementar
Normalmente, as cinzas de madeira contêm os seguintes elementos principais:
- Carbono (C) — 5–30%
- Cálcio (Ca) — 7–33%
- Potássio (K) — 3–10%
- Magnésio (Mg) — 1–2%
- Manganês (Mn) — 0,3–1,3%
- Fósforo (P) — 0,3–1,4%
- Sódio (Na) — 0,2–0,5%

### Compostos químicos
À medida que a madeira queima, ela produz diferentes compostos dependendo da temperatura utilizada. Alguns estudos citam o carbonato de cálcio (
CaCO3) como o principal constituinte, outros não encontram nenhum carbonato, mas sim óxido de cálcio (
CaO). Este último é produzido em temperaturas mais altas (ver calcinação). A reação de equilíbrio CaCO 3 → CO 2 + CaO tem o seu equilíbrio deslocado para a esquerda em 750 °C (1 380 °F) e alta pressão parcial CO2 (como num incêndio de madeira), mas deslocada para a direita a 900 °C (1 650 °F) ou quando a pressão parcial CO2  é reduzida.
Grande parte das cinzas de madeira contém carbonato de cálcio (CaCO 3) como o seu principal componente, representando 25% ou mesmo 45% do peso total das cinzas. Aos 600 °C (1 112 °F) CaCO 3 e K 2 CO 3 foram identificados num caso.  Menos de 10% é potássio e menos de 1% é fosfato.

### Elementos vestigiais
Existem vestigiais de ferro (Fe), manganês (Mn), zinco (Zn), cobre (Cu) e alguns metais pesados. As suas concentrações nas cinzas variam em função da temperatura de combustão. A decomposição de carbonatos e a volatilização de potássio (K), enxofre (S) e vestígios de cobre (Cu) e boro (B) podem resultar do aumento da temperatura. O estudo descobriu que em temperaturas elevadas K, S, B, sódio (Na) e cobre (Cu) diminuíram, enquanto Mg, P, Mn, Al, Fe e Si não mudaram em relação ao cálcio (Ca). Todos esses elementos vestigiais estão, no entanto, presentes na forma de óxidos em temperaturas de combustão mais elevadas. Alguns elementos nas cinzas de madeira (todas as frações dadas em massa de elementos por massa de cinzas) incluem:(p304)
- Fe 1,6-55‰
- Si 6-170‰
- Al 1,2-45‰
- Mn 1-20‰
- Como 0,6-50ppm
- Cd 0,18-60ppm
- Pb 2-500ppm
- Cr 12-280ppm
- Ni 10-140ppm
- V 1,8-120ppm

### Combustíveis
Um estudo determinou que numa madeira de queima lenta (100-200ºC ) as emissões normalmente incluem 16 alcenos, 5 alcadienos, 5 alcinos e vários alcanos e arenos em proporções. Eteno, acetileno e benzeno foram uma parte importante na combustão eficiente. A proporção de alcenos C 3 -C 7 foi considerada maior para combustão lenta. Benzeno e 1,3-butadieno constituíram ~10–20% e ~1–2% em massa do total de hidrocarbonetos não metânicos.

## Usos

### Fertilizantes
As cinzas de madeira podem ser usadas como fertilizante para enriquecer a nutrição do solo agrícola. Nesta função, as cinzas de madeira servem como fonte de carbonato de potássio e cálcio, este último atuando como um agente de calagem para neutralizar solos ácidos.
As cinzas de madeira também podem ser utilizadas como aditivo para soluções hidropônicas biológicas, geralmente substituindo compostos inorgânicos contendo cálcio, potássio, magnésio e fósforo.

### Compostos
As cinzas de madeira são normalmente descartadas em aterros sanitários, mas com o aumento dos custos de descarte, alternativas ecologicamente corretas, como servir como composto para aplicações agrícolas e florestais, estão se a tornar mais populares. Como as cinzas de madeira têm um alto teor de carvão, elas podem ser usadas como um agente de controle de odores, especialmente em operações de compostagem.

### Cerâmica
A cinza de madeira tem uma longa história de uso em esmaltes cerâmicos, particularmente nas tradições chinesa, japonesa e coreana, embora atualmente seja usada por muitos ceramistas artesanais. Atua como fundente, reduzindo o ponto de fusão do esmalte.

### Sabonetes
Durante milhares de anos, cinzas de plantas ou de madeira foram lixiviadas com água, produzindo uma solução impura de carbonato de potássio. Este produto poderia ser misturado com óleos ou gorduras para produzir um "sabão" macio ou um produto semelhante ao sabão, como era feito na antiga Suméria, Europa e Egito. No entanto, apenas certos tipos de plantas conseguiam produzir um sabão que realmente fizesse espuma. Mais tarde, os fabricantes de sabão europeus medievais trataram a solução de cinzas de madeira com cal apagada, que contém hidróxido de cálcio, para obter uma solução rica em hidróxido para o fabrico de sabão. No entanto, foi somente com a invenção do processo Leblanc que o hidróxido de sódio de alta qualidade pôde ser produzido em massa, tornando obsoletas as formas anteriores de sabão que utilizavam madeira bruta ou cinzas vegetais. Esta foi uma descoberta revolucionária que facilitou a indústria moderna de fabrico de sabão.

### Biolixiviação
Os fungos ectomicorrízicos Suillus granulatus e Paxillus involutus podem libertar elementos das cinzas de madeira.

### Preparação de alimentos
As cinzas de madeira são por vezes usadas no processo de nixtamalização, onde o milho é embebido e cozido numa solução alcalina para melhorar o conteúdo nutricional e diminuir o risco de micotoxinas. A solução alcalina tem sido historicamente feita de soda cáustica de cinzas de madeira.
A nixtamalização foi praticada originalmente na Mesoamérica, de onde se espalhou para o norte por várias tribos indígenas da América do Norte. No leste da América do Norte, o milho nixtamalizado era tradicionalmente consumido em papas e guisados, um prato que os europeus chamariam de canjica. As cinzas de madeira também são usadas como conservante para alguns tipos de queijo, como Morbier e Humboldt Fog.
Um antigo pão fermentado foi assado já em 6000 a.C. pelos sumérios, colocando o pão em pedras aquecidas e cobrindo-o com cinzas quentes. Os minerais nas cinzas da madeira podem ter suplementado o conteúdo nutricional da massa enquanto ela era assada. Atualmente, a quantidade de cinzas de madeira contidas na farinha de pão, medida pelo alveógrafo de Chopin, é estritamente regulamentada pela França.